# Баєвка (Ніколаєвський район)
Баєвка (рос. Баевка) — село в Ніколаєвському районі Ульяновської області Російської Федерації.
Населення становить 1439 осіб. Входить до складу муніципального утворення Ніколаєвське міське поселення.

## Історія
Від 2004 року входить до складу муніципального утворення Ніколаєвське міське поселення.

## Населення
| 1780 | 1912  | 1996  | 2010  |
| ---- | ----- | ----- | ----- |
| 686  | ↗3530 | ↘1762 | ↘1439 |